# مطار داكسينجانلينج أورقين
مطار داكسينجانلينج أورقين (بالصينية: 大兴安岭鄂伦春机场)(إياتا: JGD، إيكاو: ZYJD) مطار عام يقع بمدينة Jiagedaqi في هيلونغجيانغ في الصين. يبلغ طول المدرج 2300 م. بني لأول مرة في عام 1970 لمكافحة حرائق الغابات في جبال خينجان الكبرى. بدأ توسيع المطار في سبتمبر 2009 واكتمل بنهاية عام 2011، باستثمارات إجمالية قدرها 368 مليون يوان. افتتح المطار للرحلات التجارية في 19 يونيو 2012. يستخدم بشكل أساسي في صناعة الغابات، مع عدد محدود من الرحلات الجوية التجارية. كان المطار يُعرف سابقًا باسم مطار جياجيداكي (加格达奇 机场) حتى فبراير 2021.

## شركات الطيران والوجهات
| شركـات طيـران         | الوجهات                                                                                             |
| --------------------- | --------------------------------------------------------------------------------------------------- |
| Chengdu Airlines      | مطار هاربين الدولي، مطار موخه جوليان                                                                |
| خطوط شرق الصين الجوية | مطار بكين داشينغ الدولي، مطار داليان تشوشويزي الدولي، مطار هاربين الدولي، مطار شانغهاي بودنغ الدولي |
| طيران الصين اكسبرس    | مطار هايلار دونغشان، مطار هوهوت بايتا الدولي                                                        |
| سبرينغ (شركة طيران)   | مطار هاربين الدولي، مطار جييانغ شاوشان، مطار شانغهاي بودنغ الدولي                                   |

## وصلات خارجية
- http://www.flightstats.com/go/Airport/airportDetails.do?airportCode=JGD